# Дзуншън
Zongshen е китайска производствена компания, произвеждаща мотоциклети, квадроцикли, генератори и двигатели, базирана в Чунцин, Китай.

## Дейности
Групата Zongshen се състои от 52 изцяло или частично притежавани дъщерни компании.
Има над 18 000 служители и общи активи на стойност над 4 милиарда юана. Според нея тя е един от петте най-големи производители на мотоциклети в Китай. Партнира си с Harley Davidson и Piaggio.
Zongshen Group също притежава Zongshen PEM, канадско дъщерно дружество, регистрирано във Ванкувър, което продава мотоциклети, електрически велосипеди и електрически скутери на северноамериканския пазар.
През 2006 г. основателят на компанията е представен в документалния филм China Rises, съвместна продукция на Discovery Channel и CBC, като член на китайските новобогаташи.

## Модели
Моделите Zongshen включват:
- ZS 50 GY
- ZS 110 – 26
- ZS 125 – 2
- ZS 125 – 4
- ZS 125 GY-A
- ZS 125 ST ATV
- ZS 125 T-7
- ZS 125 T-8
- ZS 150 GY
- ZS 200 GY
- ZS 250 GY-3
- ZS 125 T-30
- ZS 200 GS
- ZS 250 GS
- ZS 250 – 5
- ZS 250GY-3

## Малки двигатели
Zongshen произвежда малки двигатели, използвани обикновено в градински машини, генератори на електроенергия и мотоциклети.